# Петер Прохаска
Петер Прохаска (угор. Prohászka Péter; нар. 13 січня 1992, Вац) — угорський шахіст, гросмейстер від 2010 року.

## Шахова кар'єра
Неодноразово представляв Угорщину на чемпіонаті Європи серед юніорів у різних вікових категоріях, завоювавши дві медалі: золоту (Херцег-Новий 2006 — ЧЄ до 14 років) і бронзову (Херцег-Новий 2008 — ЧЄ до 16 років). У своєму доробку має також дві срібні медалі на олімпійських іграх серед юніорів до 16 років (2006, 2007), а також чотири медалі командного чемпіонату Європи серед юніорів до 18 років (три золоті — одна 2007 і дві 2009, а також срібну — 2008). У 2009 році став чемпіоном Угорщини серед юніорів до 20 років.
Починаючи з 2001 року щорічно бере участь у регулярних турнірах First Saturday у Будапешті, у 2006, 2008 і 2009 роках виконавши три гросмейстерські норми. 2008 року поділив 1-ше місце (разом із, зокрема, Фалько Біндріхом, Імре Херою і Янніком Пеллетьє) на турнірі за швейцарською системою в Цюриху, а 2011 року переміг (разом із, зокрема, Олександром Іпатовим, Юрієм Криворучко і Маріном Босіочичем) у Палаїохорі. У 2014 році переміг на турнірі Ikaros 2014 в Агіос-Кірікосі.
Найвищий рейтинг Ело в кар'єрі мав станом на 1 червня 2014 року, досягнувши 2585 очок займав тоді 10-те місце серед угорських шахістів.

## Зміни рейтингу
| На цьому місці має відображатися графік чи діаграма, однак з технічних причин його відображення наразі вимкнено. Будь ласка, не видаляйте код, який викликає це повідомлення. Розробники вже працюють для того, щоби відновити штатне функціонування цього графіка або діаграми. | |
| | На цьому місці має відображатися графік чи діаграма, однак з технічних причин його відображення наразі вимкнено. Будь ласка, не видаляйте код, який викликає це повідомлення. Розробники вже працюють для того, щоби відновити штатне функціонування цього графіка або діаграми. |